# Marcha nupcial (telenovela)
Marcha nupcial é uma telenovela mexicana produzida por Valentín Pimstein para a Televisa e exibida pelo El Canal de las Estrellas em 1977
Original de Inés Rodena, é um remake da novela venezuelana Abandonada, produzida em 1969.
Foi protagonizada por Alma Muriel e Carlos Piñar e antagonizada por  Blanca Sánchez, Enrique Rocha, Ofelia Guilmáin e Gustavo Rojo.

## Sinopse
Don Esteban Laresgoitia, juiz do Supremo Tribunal, expulsou de sua família sua filha Margarita, deserdando-a por ter se casado contra a vontade dela. Maria Lola nasceu desse casamento, uma garota linda mas aleijada que ajuda sua mãe a lavar a roupa de outras pessoas para manter-se. María Lola está apaixonada por Fernando, um loafer que, por sua vez, é infiel a Imelda, uma jovem como ele.
Margarita cai mortalmente doente, então ela faz sua filha prometer que, quando ela morrer, ela reivindicará sua herança da Laresgoitia. Um dia, María Lola é atingida por um carro conduzido por Sergio Laresgoitia; Após as desculpas dele, ambos se tornam amigos.
Margarita morre e Sergio paga todas as despesas do funeral sem saber que o occidente era sua tia. Depois de vários dias, Maria Lola reivindica a herança de sua mãe e Sergio, depois de aprender, obriga seus pais, Esteban e Luisa, a entregar a parte correspondente, mas sem dizer que Margarita morreu. Quando Imelda e Fernando sabem que a rapariga agora é rica, eles planejam um plano para ganhar dinheiro: Fernando vai se casar com ela, então ele se divorciará e exigirá sua parte do dinheiro e, finalmente, ele se casará com a própria Imelda.
María Lola se muda para uma casa que Sergio recebe, mas Fernando a descobre e pede dinheiro por causa de seu fingido amor. Enquanto isso, Sergio sai com Patty, uma jovem que conheceu em uma boate e que estuda Medicina para conquistá-lo.
Ao mesmo tempo, Don Esteban Laresgoitia Maria Lola contrata para ajudá-lo escrever suas memórias, mas Luisa e Esteban descobrir quem é a filha de Margaret e declarou mentalmente incapaz para não alterar a sua vontade em favor dos jovens. Com a morte do velho, descobriu-se que toda a fortuna vai para María Lola, então Luisa e Esteban têm que sair da casa.
Mais tarde, María Lola se casa com Fernando, mas ele a abandona na noite de casamento para ir com Imelda. Sergio, que está apaixonado por María Lola, aconselha-a a se divorciar e a operar na perna.
A operação é um sucesso e Fernando, vendo-a saudável, não só se recusa a divorciar-la, mas exige vida conjugal. Sergio a defende e quando ele luta com ele, Fernando é ferido e finge ser aleijado para explorar María Lola.
Enquanto isso, Patty fica doente com leucemia e Sergio se casa com ela para tornar seus últimos dias felizes, concordando com Maria Lola que, quando Patty morrer, se casarão.
Enquanto isso, María Lola vai como uma enfermeira para um hospital para os insanos, onde Luisa é mantida. Sergio chega para trabalhar no hospital onde é Maria Lola e percebe que outro médico está apaixonado, por sua vez, com a jovem; As coisas ficam complicadas quando a filha do dono, Lucila, finge o amor de Sergio. Fernando quer forçar María Lola a voltar com ele, mas morreu em um acidente de avião. Imelda culpa Maria Lola e Sergio por isso e atormentá-los leva Patty ao hospital. Lucila, fazendo amizade com Patty, implora a Sergio que tome a promessa de que, quando ele morrer, ele se casará com ela. Patty morre. Quando Lucila e Sergio estão prestes a se casar, Rubén incendia o quarto onde Lucila se veste, mas Luisa recupera a lucidez e pede ajuda, fazendo com que Sergio a salve. Lucila aceita que o amor forçou Rubén a iniciar o fogo e casar com ele. Então Sergio é livre e se casa com María Lola.

## Elenco
- Alma Muriel - María Lola
- Carlos Piñar - Sergio Laresgoitía
- Blanca Sánchez - Imelda
- Augusto Benedico - Esteban Laresgoitía
- Rosario Granados - Margarita
- Elsa Cárdenas - Dora
- Enrique Rocha - Fernando
- Ofelia Guilmáin - Luisa
- Roxana Saucedo - Patty
- Gustavo Rojo - Esteban Laresgoitía (hijo)
- Aldo Monti - Julio
- Lucía Guilmáin - Lucila
- Héctor Cruz - Rubén
- José Elías Moreno - Lacho
- Arturo Lorca - Calixto

## Versões
- Em 1996, Juan Osorio realizou a segunda versão desta historia chamada de Marisol, protagonizada por Erika Buenfil e Eduardo Santamarina[3].

- Em 2002, o SBT produziu um remake intitulado Marisol, protagonizada por Bárbara Paz e Carlos Casagrande.